# Can Cuc
Can Cuc es una masía de Anglés (provincia de Gerona, Cataluña, España) incluida en el Inventario del Patrimonio Arquitectónico de Cataluña.
Es una casa de estructura rectangular, de tres plantas y cubierta de doble vertiente en laterales situada a la salida de Anglés en dirección Olot. La masía de Can Cuc es excepcional tanto en la parte exterior como en la interior, ya que, aparte de conservar la estructura original del edificio, contiene un número extraordinario de relieves, escudos, inscripciones, decoración figurada, humana y animal, y marcos de apertura de piedra trabajada.
En cuanto a los exteriores, todas las aberturas están enmarcadas de piedra arenisca y, las del primer piso, decoradas profusamente.
La fachada principal consta, en la planta baja, de un gran portal adovelado en forma de arco de medio punto, de dos ventanas pequeñas y de un banco corrido a ambos lados del acceso principal. En la dovela clave de la portada principal hay un relieve enmarcado con las abreviaturas de JESÚS y MARÍA. El primer piso tiene dos ventanas góticas a ambos lados de la ventana central, de estructura renacentista. Las ventanas góticas tienen arcadas conopiales, dinteles formados por dos bloques y montantes y antepechos moldurados. La ventana principal y central, formada por un gran dintel monolítico, está ricamente decorada. Hay tres niveles de molduras, un escudo nobiliario con tres gusanos sostenido por dos personajes infantiles desnudos, dos hombres de medio cuerpo con escudos a ambos lados del antepecho moldurado, jambas con columnas simuladas y tracerías y ligaduras decorativas, capiteles a nivel de las impostas con forma de cabezas humanas (masculino, femenino e infantiles en los diferentes niveles de moldura) y jefes haciendo sonar cuernos o trompetas en los extremos superiores. El segundo piso tiene tres ventanas pequeñas de piedra, la central de las cuales es mayor. La mayoría de las ventanas tienen los soportes en forma de tres bloques que dejan entrever una pequeña aspillera.
Otras ventanas dignas de mención son las del patio interior empedrado, sobre todo una ventana esquinera renacentista (actualmente medio tapada) fechada de 1594 con el antepecho moldurado y decoración de conchas en las impostas. En cuanto al lateral occidental, cabe destacar la torreta adosada con funciones de desagües y lavabo y el puente conector con el antiguo molino de Can Cuc. Este último, antiguamente, comunicaba la casa y el molino salvando el camino que llevaba a la Cellera. Actualmente el molino es de una propiedad diferente y el acceso queda cortado en llegar al antiguo molino.
De los interiores hay que destacar sobre todo los marcos de las puertas de acceso a los dos dormitorios originales, dentro de la gran sala principal del primer piso. Estos accesos, hechos de grandes bloques de piedra, tienen los antepechos, los montantes y los dinteles trabajados ricamente con forma de estructuras arquitectónicas simuladas, columnas, casetones, molduras interiores, frisos y figuración humana en forma de cabezas masculinos, femeninos e infantiles. Esta decoración es muy similar a la de la gran ventana del primer piso de la fachada principal, sobre todo en cuanto a los fines humanos y las cabezas que tocan los cuernos.
En el interior de uno de los dormitorios existen una serie de ménsulas monolíticas que soportan el envigado de madera con un programa iconográfico tanto curioso como excepcional. Hay una alternancia de cabezas humanas y animales y centralizando la atención simétricamente, dos personajes de espaldas mostrando y abriendo su culo. Aparentemente, tiene un sentido de comicidad y diversión, aunque de difícil interpretación con precisión por falta de referentes y contextos inmediatos.
Además, en otras zonas de la casa hay otras inscripciones y relieves, como en la parte posterior, donde hay unas aberturas en forma de arco de medio punto con fines enmarcados en cuadrados y, en una de ellas, una gallina y un cánido en las jambas, cerca de donde hay una especie de pequeño monta-cargas que conecta el primer piso con la planta baja. [1]
Las ventanas suelen tener banquetas o asientos de piedra en su parte interior, sobre todo en las grandes ventanas de la fachada del primer piso.

## Historia
La masía de Can Cuc es el resto material de una estirpe de clérigos, notarios, campesinos y nobles. En el año 1300 existió un Arnau Cuch, que fue notario del castillo de Anglés. La masía Can Cuc también aparece mencionado en el fogaje de 1497.
En el interior, en el primer piso, hay un dintel, decorado con conchas en las impostas, datado de 1587.
En el segundo piso, la parte más degradada, hay, en el revoque de la parte interior del lado de la fachada, una inscripción grabada que, rodeando el anagrama de Jesús y una cruz, dice 1595. La ventana esquinera del patio está fechada en el año 1594.
Durante el siglo XVI estuvo directamente relacionada con un capitán del Tribunal del Santo Oficio o Inquisición, Francisco Cuc -fallecido en el año 1644-, personaje influyente que fue sepultado en la iglesia de Anglés. Precisamente, en la ventana principal, en un alto relieve figurado junto a la parte derecha del antepecho, hay un escudo con el nombre de FRANCE(s) C CUC.
La masía, al menos desde el siglo XVII, tenía el privilegio de la explotación de una barca que cruzaba el río Ter.
Cuando se perdió el apellido Cuc fue el de Ribot (en los siglos XVII-XIX) los cuales la vendieron, en 1883, a los Burés, que compraron también todas las tierras de la antigua masía para así disponer de más agua para su fábrica, inaugurada en 1887 y próxima a la masía. Poco después, sin embargo, edificaron una torre y una nueva residencia junto a la masía, la actual Torre o Villa Eulalia.